# 聖霊論
聖霊論（せいれいろん、pneumatology）は組織神学の一項目である。三位一体の神の位格のひとつである聖霊について論じる学問である。聖霊は愛によって人々を造り、そして幸せへと招いていく役割があるとされる。

## 聖書における聖霊論

### 旧約聖書
1. 聖霊は創造に関与している。（創世記1章2節）
2. 聖霊は人間の創造にも関与している。創世記2章7節では、神は土地のちりにいのちの息である聖霊を吹き込んで人を創造した。
3. 聖霊は神が選んだ指導者に与えられる。神が指導者としてモーセを選んだ時に神の霊が与えられた。（民数記11章17節）
4. 聖霊は預言者に与えられる。サウルに聖霊が臨んだ時に、恍惚状態になって預言をした。（第一サムエル記10章10節）
5. 聖霊は救済の働きをする。ダビデが罪を犯した時に、神との交わりを回復できるのは聖霊によると告白している。（詩篇51篇11節）

### 新約聖書
1. イエス・キリストの誕生は聖霊によった。（マタイ1章18節）
2. 聖霊が弟子たちに与えられるのは、父の約束による。（使徒の働き1章4節）
3. 教会はペンテコステの日、聖霊に注ぎによって設立された。（使徒の働き2章1節－4節）
4. 神の国に属するために必要なものは新生である。新生は聖霊による。（ヨハネの福音書3章8節）

## ディデュモスの聖霊論
- 「聖霊は非物体的な方である。聖霊は不可変の方である。限定されない方である。本性的に聖なる方である。聖化する方である。聖霊はその実在で被造物を満たす。聖霊は唯一の方である。聖霊は参与される方である。聖霊は豊饒かつ満ち溢れる賜物である。」[2]

## 聖霊論の歴史

### 教父時代の主な聖霊論
- アタナシオスの『セラピオンへの手紙』
- バシレイオスの『聖霊論』
- ディデュモス（英語版）の『聖霊論』
- アンブロシウスの『聖霊論』[2]

### 古代
- 2世紀後半モンタノス主義が起こり、終末の接近と聖霊の降誕を強調した。
- アウグスティヌスは三位一体の神の働きを強調した。信者の生活と聖霊との関係について関心をもった。聖霊によって導入される神の愛によって信者の生活は導かれると説いた。

### 宗教改革
- ルターは宗教改革の基本原則は「信仰のみ」であるが、福音を聞くものに信仰を起こすのは聖霊であるとしている。
- カルヴァンは聖霊の働きは聖書論との関係において強調している。聖書の権威の根拠を聖霊においた。
- アナバプテストは聖霊を過度に強調して、内なることばを強調した。そのため聖書を軽視した。

### 現代
- カール・バルトは「イエスは主である」を神学の出発とし、父、子、聖霊は「主」として啓示する神であるとする。信者が聖霊の業を語るとき、それはキリストの体である教会への結びつきで語るのである。その意味でバルト神学では聖霊論は教会論と関係がある。
- パウル・ティリッヒは伝統的な意味で三位一体を理解せず、象徴として捉えている。
- 19世紀末になって、ペンテコステ運動が盛んになり世界的に広がった。
- 1950年代には伝統的な教会にペンテコステ派の影響が及び、カリスマ運動が起こった。
- 1990年代には、聖霊の第三の波と呼ばれる聖霊運動が起きた。